# Ромелашвілі Давид Захарович
Давид Захарович Ромелашвілі (15 листопада 1915, село Цинамдзгвріанткарі, тепер Мцхета-Мтіанеті, Грузія — 1976, тепер Грузія) — радянський грузинський партійний діяч, 2-й секретар ЦК КП Грузії. Депутат Верховної Ради СРСР 4-го скликання. 

## Життєпис
Народився в бідній селянській родині. У 1931 році вступив до комсомолу.
У 1934—1940 роках — студент Тбіліського сільськогосподарського інституту.
У 1938—1939 роках — секретар Орджонікідзевського районного комітету ЛКСМ Грузії міста Тбілісі.
Член ВКП(б) з 1939 року.
У грудні 1939 — вересні 1940 року — секретар Тбіліського міського комітету ЛКСМ Грузії з пропаганди та агітації.
З вересня 1940 по жовтень 1941 року — слухач Вищої партійної школи при ЦК ВКП(б) у Москві.
У листопаді 1941 — квітні 1942 року — завідувач відділу селянської молоді ЦК ЛКСМ Грузії.
У квітні 1942 року — помічник начальника політичного управління Народного комісаріату землеробства Грузинської РСР із комсомолу.
З квітня 1942 по 1945 рік служив у Радянській армії заступником командира дивізіону із політичної частини 139-го мінометного полку 1-ї мінометної бригади 5-ї артилерійської дивізії Резерву головного командування. Учасник німецько-радянської війни. Воював на Брянському, Центральному, 1-му Білоруському фронтах.
З 1945 по серпень 1946 року — слухач Вищої партійної школи при ЦК ВКП(б).
У грудні 1946 — січні 1950 року — 2-й секретар ЦК ЛКСМ Грузії.
У січні 1950 — квітні 1953 року — 1-й секретар Горійського міського комітету КП(б) Грузії.
14 квітня 1953 — 16 лютого 1954 року — 2-й секретар ЦК КП Грузії.
У 1954—1958 роках — 1-й заступник міністра радгоспів Грузинської РСР; заступник міністра сільського господарства Грузинської РСР.
У 1958—1961 роках — керуючий тресту «Самтрест» Грузинської РСР.
З 1961 року — міністр харчової промисловості Грузинської РСР; завідувач відділу планування Міністерства сільського господарства Грузинської РСР; голова виконавчого комітету Мцхетської районної ради депутатів трудящих.
Помер у 1976 році.

## Звання
- капітан
- майор

## Нагороди
- орден Вітчизняної війни ІІ ст. (8.08.1944)
- орден Трудового Червоного Прапора (28.10.1948)
- орден Червоної Зірки (31.12.1943)